# Concerto pour piano no 2 de Beethoven
Pour un article plus général, voir Concerto pour piano.
Pour les articles homonymes, voir Concerto pour piano (homonymie).
Le concerto pour piano et orchestre en si bémol majeur op. 19 est le deuxième (dans l'ordre des numéro d'opus) des cinq concertos pour piano et orchestre de Ludwig van Beethoven.
En fait, le jeune Beethoven avait déjà composé un concerto pour piano en 1784 (Concerto pour piano en mi bémol majeur, WoO4) dont il reste une partition incomplète. De plus, le Concerto no 2 a été composé bien avant le Concerto no 1. Commencé pendant l'hiver 1794-95, une première version fut donnée par Beethoven à Vienne le 29 mars 1795. Il est remanié une première fois d'août à octobre 1798 en vue d'un concert à Prague. Beethoven recorrigera plusieurs fois la partie pour piano avant sa publication chez Hoffmeister à Leipzig en 1801.

## Composition et publication
Le 29 mars 1795, Beethoven se produisait pour la première fois dans un grand concert donné par la célèbre Tonkünstler-Societät au Burgtheater de Vienne. On y donnait Gioas, re di Giuda, un oratorio d'Antonio Casimir Cartellieri, et Beethoven était chargé de meubler l'entracte. La presse en fit l'écho dans ces termes : 

« Pendant l'entracte […] le célèbre M. Ludwig van Beethoven a recueilli l'approbation unanime dans un concerto tout nouveau pour piano-forte composé par lui-même. »

— Wiener Zeitung, 1er avril 1795
L'article ne mentionne malheureusement pas la tonalité, selon une habitude de l'époque, ce qui nous prive d'un précieux indice et donne lieu à des spéculations quant à l'identité de ce nouveau concerto. En fait, nous savons aujourd'hui que Beethoven commença à composer le Concerto en si bémol à Bonn. Nous possédons en effet une page portant des filigranes de la période de Bonn, vers 1790. Nous connaissons par ailleurs deux finales différents de ce concerto opus 19, dont le premier, chronologiquement, est le Rondo pour piano et orchestre WoO 6, qui allait être écarté par la suite.
Le Deuxième concerto fut achevé juste avant son exécution, selon une habitude que Beethoven semble avoir conservée plusieurs années, et dans des circonstances difficiles : 

« Ce fut l'avant-veille de l'exécution de son premier concerto, et pendant l'après-midi, qu'il en écrivit le rondo, bien qu'il fût sous l'influence de douleurs de coliques passablement violentes, auxquelles il était passablement sujet. Je le soulageai par de petits moyens aussi bien que je pus. Quatre copistes étaient assis dans son antichambre, et il leur remettait successivement chaque feuille terminée. »

— Wegeler.

Le concerto fut ensuite repris plusieurs fois à Vienne à l'occasion de différents concerts. Peut-être Beethoven l'a-t-il ensuite repris au cours de son deuxième voyage à Prague en 1798. De toute façon, il ne fut tout à fait terminé qu'en 1800, puisqu'en envoyant à son ami et éditeur F.A. Hoffmeister à Leipzig différentes œuvres il écrit : 

« 3. Un concerto pour le pianoforte, que je ne donne pas, il est vrai, pour un de mes meilleurs, ainsi qu'un autre [l'opus 15] qui paraîtra ici chez Mollo (ceci pour information aux chroniqueurs leipzigois), car je garde les meilleurs pour moi jusqu'à ce que je fasse un voyage. Mais il n'y aurait pour vous rien de honteux à faire graver ce concerto. »

— Beethoven, lettre du 15 décembre 1800
Dans une lettre de juin 1801 à Hoffmeister, Beethoven indique aussi le numéro d'opus à graver pour le concerto : ce sera le no 19 ainsi que la dédicace à Monsieur Charles Nickl noble de Nickelsberg, conseiller aulique de sa Majesté Impériale et Royale.
La lettre révèle donc déjà l'existence du 3e Concerto en ut mineur opus 37 qui lui aussi sera publié quatre ans après sa composition. En effet, pour Beethoven, le concerto était nécessaire au virtuose afin de briller dans les concerts. Il ne fallait donc pas qu'il soit livré au grand public par l'édition avant que le virtuose ne se produise. Il l'explique à son éditeur à Vienne :

« Il est de bonne politique musicale de garder par-devers soi les meilleurs concertos pendant longtemps. »

— Beethoven, lettre du 22 avril 1801 à Breitkopf & Härtel

Beethoven se montrait souvent extrêmement critique vis-à-vis de son œuvre. Ainsi, il écrira encore à son éditeur Hoffmeister : 

« Je ne mets le concerto qu'à dix ducats, parce que, comme je vous l'ai déjà écrit, je ne le donne pas pour un de mes meilleurs. »

— Beethoven, lettre du 15 janvier 1801
Il est probable qu'au terme de dix années de remaniements, Beethoven s'était lassé de son concerto. Pourtant, par son équilibre délicat des thèmes robustes (comme ceux du finale) et les traits subtils et de toute beauté du mouvement lent, il est digne de la tradition classique mozartienne.
Il ne reste pas de trace des cadences originales, le musicien ayant l'habitude de les improviser au concert. Cependant, nous avons celle qu'il composa en 1809, sans doute à destination d'un élève ne maîtrisant pas l'art de l'improvisation, l'archiduc Rodolphe par exemple. Czerny, l'élève de Beethoven, écrivit en 1842 à propos du concerto : « À la fin, il faut également improviser une cadence ». Le message de ce fidèle de Beethoven était clair : l'improvisation d'une cadence est davantage une affaire de devoir que de liberté.

## Structure
Effectif : un petit orchestre comportant, outre les cordes, une flûte, deux hautbois, deux bassons et deux cors. Le concerto ne comporte ni clarinette, ni trompette, ni timbale contrairement au concerto no 1.
Il comprend trois mouvements et son exécution dure environ une demi-heure :
- Allegro con brio, en si bémol majeur, à
- Adagio, en mi bémol majeur, à
- Rondo. Molto allegro, en si bémol majeur, à

Le premier mouvement diffère des autres concertos de Beethoven par l'irrégularité dans la présentation des thèmes. L'orchestre expose longuement seul le premier thème. Le soliste reprend ce thème brièvement, puis se consacre à un deuxième thème qui avait été complètement ignoré par l'orchestre. Le développement s'appuie exclusivement sur le premier thème. La réexposition reprend ce dernier de façon brève, mais réexpose le second dans son intégralité. La coda comporte une cadence longue (79 mesures) écrite par Beethoven en 1809 et comportant un passage en fugato.
Le second mouvement, en mi bémol majeur, est de forme sonate sans développement. Le piano ne fait encore que répondre aux suggestions de l'orchestre, l'improvisation est moins conventionnelle, avec notamment la fin du mouvement très surprenante, notée con gran espressione.
Dans le Rondo final, c'est cette fois-ci le piano qui initie le refrain. Ce final présente de nombreuses ressemblances avec son homologue du concerto no 1 Op. 15. Comme lui, il présente la forme du rondo sonate avec un refrain et deux couplets (A B A C A B A Coda). Toutefois le deuxième couplet C ne repose pas sur un nouveau thème, mais sur un développement du refrain A. Ce mouvement reste concis et très dynamique sur le plan rythmique.

## Discographie
- Beethoven : Concerto pour piano no 2 en si bémol majeur, Op. 19 ; Concerto pour piano no 4 en sol majeur, Op. 58 - Orchestre de Radio Zurich, dir. Gianfranco Rivoli, piano Nikita Magaloff (CLA-CD 106 ; Les Genies du Classique)